# Bromičnany
Bromičnany jsou soli kyseliny bromičné, obsahují bromičnanový aniont BrO -
3 .

## Použití
Bromičnany se obecně používají jako oxidační činidla, bromičnan draselný nachází využití díky své stálosti (není hygroskopický) v analytické chemii v bromátometrii ke stanovování iontů antimonu, arsenu a zinku.

## Reakce
Bromičnany se při zahřátí rozkládají:
2BrO -
3  → 2Br− + 3 O2.

## Příklady
- bromičnan sodný NaBrO3
- bromičnan draselný KBrO3
- bromičnan hořečnatý Mg(BrO3)2
- bromičnan vápenatý Ca(BrO3)2